# Giovanni Francesco Braccioli
Pour les articles homonymes, voir Braccioli.
Giovanni Francesco Braccioli (Ferrare, 1697 – Ferrare, 14 juillet 1762) est un  peintre italien.

## Biographie
Frère cadet de l'homme de lettres et librettiste Grazio Braccioli, Giovanni Francesco est né dans une famille de marchands. Dès son plus jeune âge, il manifeste un penchant particulier pour la peinture et reçoit ses premiers enseignements du peintre ferrarais Giacomo Parolini (en).
S'installant à Bologne, il rejoint également l'atelier de Marcantonio Franceschini puis de Giuseppe Maria Crespi .
Il a été parmi les représentants de l'école de Ferrare et a travaillé en Émilie et en Vénétie sur des sujets principalement à thème religieux, des œuvres qui embellissent des églises qui ont été détruites ou désacralisées par la suite ont presque complètement disparu.
Parmi elles, on note deux huiles sur toile dans l'église paroissiale de San Giorgio Martire à Trecenta et représentant une Sainte Lucie et une Sainte Agathe, toutes deux datées de 1728 .
Parmi les œuvres à thème profane, il faut citer les deux Sibylles exposées au public à la Pinacoteca Nazionale de Ferrare  .

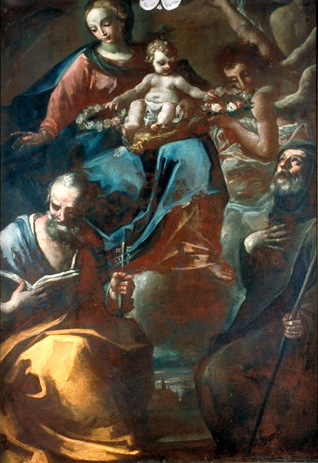
Madone à l’Enfant avec Saint Joseph et Saint François de Paule, 1735-1737
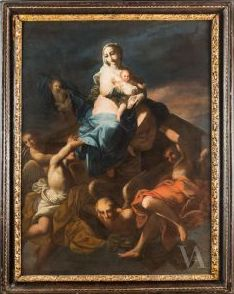
Madone de Lorette peinte par Giovanni Francesco Braccioli, env. 1750 (?)